# Feröeri labdarúgó-szuperkupa
A Feröeri labdarúgó-szuperkupa (hivatalos nevén: Stórsteypadysturin) egy 2007-ben alapított, a Feröeri labdarúgó-szövetség által kiírt kupa. Tradicionálisan az új idény első meccsét jelenti, s az előző év bajnoka játszik az előző év kupagyőztesével. 
A legsikeresebb csapat az EB/Streymur gárdája, három győzelemmel.

## Kupadöntők
| Év   | Győztes       | Eredmény           | Döntős        |
| ---- | ------------- | ------------------ | ------------- |
| 2007 | B36 Tórshavn  | 1 – 1 (b.u. 5 – 3) | HB Tórshavn   |
| 2008 | NSÍ Runavík   | 4 – 0              | EB/Streymur   |
| 2009 | HB Tórshavn   | 3 – 1              | EB/Streymur   |
| 2010 | HB Tórshavn   | 2 – 1              | Víkingur Gøta |
| 2011 | EB/Streymur   | 2 – 0              | HB Tórshavn   |
| 2012 | EB/Streymur   | 2 – 1              | B36 Tórshavn  |
| 2013 | EB/Streymur   | 1 – 0              | Víkingur Gøta |
| 2014 | Víkingur Gøta | 2 – 1              | HB Tórshavn   |
| 2015 | Víkingur Gøta | 3 – 3 (b.u. 5 – 3) | B36 Tórshavn  |

- h.u. – hosszabbítás után
- b.u. – büntetők után

## Statisztika

### Győzelmek száma klubonként
| Csapat        | Győztes            | Döntős               |
| ------------- | ------------------ | -------------------- |
| EB/Streymur   | 3 (2011,2012,2013) | 2 (2008, 2009)       |
| HB Tórshavn   | 2 (2009, 2010)     | 3 (2007, 2011, 2014) |
| Víkingur Gøta | 2 (2014, 2015)     | 2 (2010, 2013)       |
| B36 Tórshavn  | 1 (2007)           | 2 (2012, 2015)       |
| NSÍ Runavík   | 1 (2008)           | –                    |